# Feniks i gołąb
Feniks i gołąb (ang. The Phoenix and the Turtle) – alegoryczny poemat o upadku miłości idealnej, napisany przez Williama Shakespeare’a.
Tytuł oryginału, The Phoenix and the Turtle, często mylnie jest tłumaczony jako Feniks i żółw, tymczasem słowo Turtle w tym przypadku oznacza turkawkę (ang. Turtle Dove), a nie żółwia.

## Publikacja
Po raz pierwszy został wydany w 1601 roku, jako dodatek do długiego utworu Roberta Chestera, Love’s Martyr. Tam, za pomocą wielu alegorii ukazany został upadek miłości. Jedną z nich jest historia Króla Artura, jednak najważniejszą są relacje pomiędzy ptakami. Po utworze tym, następuje seria krótkich dzieł różnorodnych pisarzy, np. Bena Jonsona, a także samego Szekspira. Wszędzie występują te same wyobrażenia.

## Forma
Poemat jest napisany trocheicznym czterostopowcem z rymami męskimi. Pod względem budowy stroficznej utwór dzieli się na dwie części. Część pierwsza została ułożona kwartynami (zwrotkami czterowersowymi) rymowanymi według wzoru okalającego (abba), natomiast część druga (Tren) została skomponowana tercetami (zwrotkami trójwersowymi) monorymowymi (aaa).

## Interpretacje
Istnieje wiele interpretacji tego utworu. Najpopularniejsza przyjmuje, że jest to opis związku Johna Salsbury i Ursuli Stanley, którym dedykowany był utwór Chestera. Salsbury był członkiem dworu królowej Elżbiety I, a także członkiem wpływowej rodziny. Istnieje jednak pewna nieścisłość: wiadomo, że mieli dziesięcioro dzieci, tymczasem Szekspir stwierdza, że było to małżeństwo bezdzietne, pełne czystości. Ten błąd jednak można wytłumaczyć na dwa sposoby: pierwszy, to taki, że poeta był niedoinformowany o sytuacji tej pary, drugi zakłada, że feniks i gołąb są po prostu symbolami doskonałej koegzystencji.
Oprócz alegorii idealnego małżeństwa, poemat ten można odebrać jako wyjaśnienie związku pomiędzy prawdą i pięknem.